# Hegedűs Béla (református lelkész)
Hegedűs Béla (Tiszakécske, 1958. július 11. – Tiszakécske, 2016. november 30.), református lelkész, esperes, a Dunamelléki Református Egyházkerület  lelkészi főjegyzője, önkormányzati képviselő.

## Életrajz
Édesapja és nagyapja is református presbiterek voltak a helyi református gyülekezetben. Testvére Hegedűs Zoltán színművész. Nem rokona Hegedűs Loránt református püspöknek.
1979-ben Nagy Máriával kötött házasságot, melyben négy gyermekük született. A Budapesti Református Theolódiai Akadémia után Kecskeméten, Tiszavárkonyon és Tószegen segédlelkészként szolgált, majd 1986-ban református lelkésszé szentelték fel. 1983-ban lett a Lakitelek–Nyárlőrinci Református Társegyházközség lelkipásztora.  Nyolcéves szolgálata alatt épült fel a lelkészlakás és a gyülekezeti terem, és szépült meg a templom, illetve készült el az új nyárlőrinci imaház is.
1991-ben visszatért szülővárosába, Tiszakécskére, és élete végéig ott szolgált lelkipásztorként. Legfontosabb feladatának a lelki építkezés mellett a templom külső és belső felújítását és az egykori református iskola újraindítását tartotta. A református iskola 1993-ban, először általános iskolai, később gimnáziumi keretek között is újraindult. Lelkészi munkája mellett 1994-től a tiszakécskei Református Kollégium Általános Iskolája és Gimnáziuma igazgatója, majd 2005-től főigazgatója volt.
Kezdeményezésére indult el 2000-ben az Ókécskei Zenés Esték sorozat, amely a tiszakécskei református templom felújított orgonája köré szerveződött, a Méhes Balázs orgonaművész által vezetett program azóta is tart, számos szólóorgona-esttel, kamara-hangversenyekkel és kórustalálkozókkal.
2005-től haláláig a Bács-Kiskunsági Református Egyházmegye esperese.
2009-től zsinati tag, annak gazdasági bizottságában.
2015-től a dunamelléki egyházkerület megbízott, majd 2016-tól választott lelkészi főjegyzője lett. Főjegyzői munkájában fontosnak tartotta a lelkészek közötti szolidaritást, az alacsony javadalmat kapó, kisebb gyülekezetekben szolgáló lelkészek anyagi támogatását, megbecsülését.
Egyházi tevékenysége mellett két ciklusban 1994–1998, majd 2002–2006 között önkormányzati képviselő volt Tiszakécskén. 
Tagja volt a Bács-Kiskun Megyei Önkormányzat Oktatási és Egyházi Bizottságának, és elnökségi tag a Magyar Nemzeti Vidéki Hálózatban.

## Díjak
- 2000-ben „Tiszakécske településfejlesztéséért” díjat kapott
- 2016-ban megkapta a „Bács-Kiskun Megyéért Díjat” [4]

## Emlékezete
Emléktáblája a tiszakécskei Református Kollégium Általános Iskolája és Gimnáziuma udvarán található. Bogárdi Szabó István református püspök így emlékezett helyettesére a temetésén: „Olykor  úgy  tűnt, hogy inkább kerüli is a  szavakat – de csak a  hangzatosakat. Kerülte a  komázást is – de véghetetlenül hűséges volt    barátaihoz. Nem volt engedékeny – mert tudta, az irgalom és a könyörület nem a  gyengék  erénye,  hanem  a  szabad  istengyermekek nagyszerű    kiváltsága. Határozott    volt – de nem elhatárolódó.  Tudott  utolsó  is  lenni  –  más félbe-szerbehagyott  dolgát is elvégezte, mindet  a  maga  során. Nem keresett  érdemet – mert  hálás ember  volt, a  megváltás titkának boldog ismerője.” 